# Chresmarcha delphica
Chresmarcha delphica är en fjärilsart som beskrevs av Edward Meyrick 1910. Chresmarcha delphica ingår i släktet Chresmarcha och familjen vecklare. Inga underarter finns listade i Catalogue of Life.